# Lex the Impaler
Lex the Impaler ist eine Pornofilm-Reihe des Regisseurs Jules Jordan, die 2001 begonnen wurde und 2016 neun Filme umfasste. Die ersten beiden Teile wurden von Evil Angel Productions produziert, weitere Teile von der Produktionsfirma des Regisseurs Jules Jordan Video.
Der einzige männliche Darsteller in allen Teilen ist Lexington Steele, der in jeder Szene mit wechselnden Darstellerinnen verkehrt. Nach ihm wurde die Filmreihe benannt, womit es sich um eine der ersten Pornofilm-Reihen handelt, die nach einem männlichen Darsteller benannt wurde. 
Die Filme werden den Genres „Gonzo“ und „Interracial“ zugeordnet. Gonzofilme verfügen über keine Rahmenhandlung und die rudimentären Szenenhandlungen werden teilweise offen vom Regisseur beeinflusst, bei Interracial-Filmen wird der gezeigte Geschlechtsverkehr von Angehörigen unterschiedlicher Ethnien ausgeübt. Ein Film besteht aus mehreren voneinander unabhängigen Szenen, in denen jeweils eine andere Darstellerin agiert. 
Ansonsten unterscheiden sich die einzelnen Szenen nur durch die Schauplätze, die „Tease-Szenen“, also die Szenen, in denen die Darstellerin agiert, bevor ein Mann dazukommt, und die zu Beginn der Szene getragene Bekleidung. Die Tease-Szenen und das Outfit der Darstellerinnen gelten als Markenzeichen des Regisseurs Jules Jordan, da er auf diese einen besonderen Wert legt. In allen Szenen wird Oralverkehr, Vaginalverkehr und bis auf wenige Ausnahmen Analverkehr ausgeübt.

## Darstellerliste und Auszeichnungen
- Lex The Impaler (2001): April Flowers, Darla Crane, Layla Jade, Miko Lee, Sophie Evans

- Lex The Impaler 2 (2002): Alexa Rae, August Night, Monica Sweetheart, Ryan Conner, Shyla Stylez

- Lex The Impaler 3 (2008): Alexis Amore, Brianna Love, Gina Lynn, Jenna Haze, Nadia Styles und Shyla Stylez
  - Auszeichnungen: AVN Award für Best Director – Ethnic Video und Best Interracial Release, F.A.M.E. Award – Favorite Gonzo Movie

- Lex The Impaler 4 (2008): Gianna Michaels, Jenny Hendrix, Lisa Ann, Raven Black, Tiffany Mynx
  - Auszeichnungen: AVN Award für Best Director – Ethnic Video und Best Interracial Release

- Lex The Impaler 5 (2010): Andy San Dimas, Eva Angelina, Juelz Ventura, Katie Kox, McKenzie Lee, Taylor Wane und Tori Black

- Lex The Impaler 6 (2011): Jenaveve Jolie, Phoenix Marie, Mariah Milano, Bree Olson, Jenna Presley, Kristina Rose,

- Lex The Impaler 7 (2011): Alanah Rae, Angelina Valentine, Franceska Jaimes, Jacky Joy, Jada Stevens, Lela Star

- Lex The Impaler 8 (2014): Capri Cavanni, Phoenix Marie, Jada Stevens, Amy Anderson, Nikita Von James, Kagney Linn Karter, Bella Bellz

- Lex The Impaler 9 (2016): Abigail Mac, Cadence Lux, Cherie DeVille, Marsha May, Nina Elle